# Рудно-Єзьорове
Рудно-Єзьорове (пол. Rudno Jeziorowe) — село в Польщі, у гміні Кшиновлоґа-Мала Пшасниського повіту Мазовецького воєводства.
Населення — 129 осіб (2011).
У 1975-1998 роках село належало до Остроленцького воєводства.

## Демографія
Демографічна структура станом на 31 березня 2011 року:
|          | Загалом | Допрацездатний вік | Працездатний вік | Постпрацездатний вік |
| -------- | ------- | ------------------ | ---------------- | -------------------- |
| Чоловіки | 67      | 18                 | 37               | 12                   |
| Жінки    | 62      | 15                 | 30               | 17                   |
| Разом    | 129     | 33                 | 67               | 29                   |